# Zenona Ryter
Zenona Ryter – polska literaturoznawczyni, dr hab.

## Życiorys
Obroniła pracę doktorską, następnie uzyskała stopień doktora habilitowanego. Pracowała w Instytucie Filologii Wschodniosłowiańskiej na Wydziale Filologicznym Uniwersytetu w Białymstoku.